# Storlidtjärnen (Byske socken, Västerbotten, 724216-173899)
Storlidtjärnen är en sjö i Skellefteå kommun i Västerbotten och ingår i Åbyälvens huvudavrinningsområde. Sjön har en area på 0,0521 kvadratkilometer och ligger 211 meter över havet.

## Delavrinningsområde
Storlidtjärnen ingår i det delavrinningsområde (724366-174085) som SMHI kallar för Ovan Dövelsandsbäcken. Medelhöjden är 182 meter över havet och ytan är 29,92 kvadratkilometer. Räknas de 2 avrinningsområdena uppströms in blir den ackumulerade arean 76,16 kvadratkilometer. Tvärån som avvattnar avrinningsområdet har biflödesordning 2, vilket innebär att vattnet flödar genom totalt 2 vattendrag innan det når havet efter 31 kilometer. Avrinningsområdet består mestadels av skog (73 procent) och sankmarker (13 procent). Avrinningsområdet har 0,05 kvadratkilometer vattenytor vilket ger det en sjöprocent på 0,2 procent.